# Hydromys chrysogaster
La rata de agua australiana o rata palustre de Australia (Hydromys chrysogaster) es un roedor endémico de Australia de la familia de los múridos.

## Descripción
Esta especie vive en madrigueras en bancos de arena de ríos, lagos y estuarios y se alimenta de insectos acuáticos, peces, crustáceos, mejillones, caracoles, ranas, huevos de aves y aves acuáticas. Su cuerpo mide entre 231 y 370 milímetros de longitud, pesan entre 340 y 1.275 gramos y tienen una gruesa cola que mide aproximadamente de 242 a 345 milímetros. Tienen las patas traseras palmeadas, piel impermeable, cabeza aplanada, una nariz larga y roma, abundantes bigotes y pequeñas orejas y ojos. Son de color entre negro y marrón con un vientre de naranja a blanco y su cola es oscura con la punta blanca.

## Nombres comunes

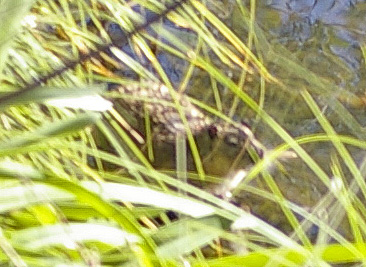
Un ejemplar de rata australiana entre vegetación acuática.

Hasta los años 1980, esta especie era comúnmente conocida como rata acuática, pero durante los años 1990 se inició una tendencia a sustituir los descriptivos nombres comunes utilizados habitualmente por los nombres indígenas. En 1995 la Agencia de Conservación de la Naturaleza australiana publicó un documento en el que se registraron un buen número de nombres indígenas para H. chrysogaster. Su recomendación fue utilizar rakali como nombre común, y el Departamento australiano de Patrimonio y Ambiente adoptó esa propuesta. Actualmente se utilizan ambos nombres comunes.